# Empadão

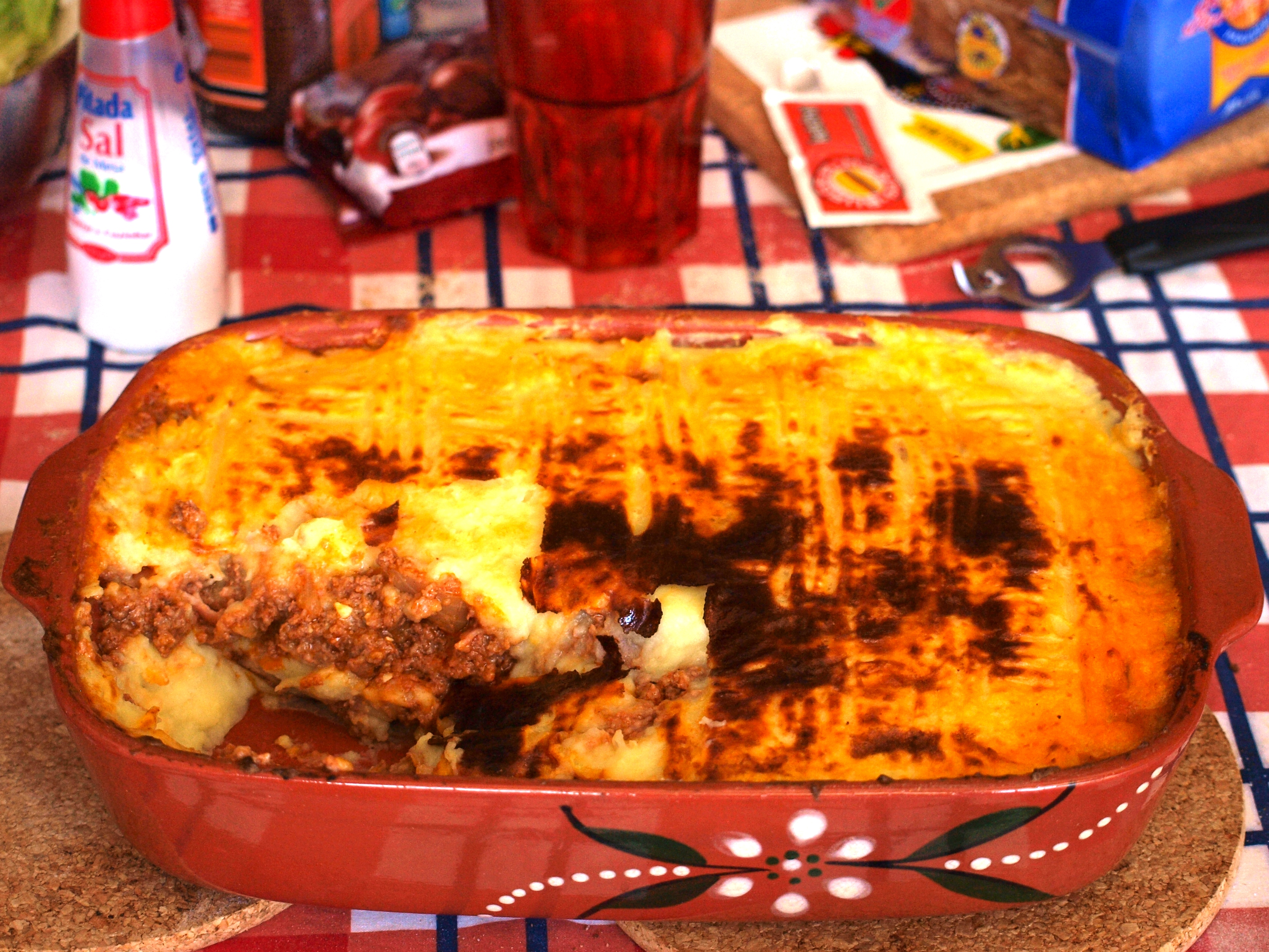
Empadão

Empadão é um prato tradicional da culinária de Portugal  e também popular no Brasil, é uma preparação feita no forno, em que se coloca um recheio, que pode ser de carne, frango,  atum,  bacalhau  ou mariscos, entre camadas de puré de batata, arroz,  pão,  ou dentro duma massa de farinha de trigo. 
No Brasil, o recheio é geralmente feito com frango moído e temperado com cebola, alho e outros ingredientes a gosto.

A versão com carne de vaca moída e puré de batata é a versão portuguesa mais tradicional,  equivalente ao pastel de papa da América do Sul, do hachis parmentier de França, ou da cottage pie inglesa.
O recheio é normalmente feito refogando carne moída, ou cortada em pedaços, ou o bacalhau partido em lascas, com cebola e alho; por vezes, usa-se tomate, cogumelos, milho verde, ervilha e requeijão.  Numa receita, o empadão leva apenas pão ralado e ovos e é cozido no forno como se fosse um pudim, coberto por folha de alumínio e com a forma dentro dum tabuleiro com água. 